# OFFIS – Institut für Informatik

Logo:OFFIS - Institut für Informatik

Das OFFIS – Institut für Informatik ist ein in der Stadt Oldenburg ansässiges An-Institut der Universität Oldenburg. Am OFFIS werden neue Formen der computergestützten Informationsverarbeitung in Hard- und Softwaresystemen erforscht und Forschungsergebnisse in anwendungsnahe Entwicklungen umgesetzt. Das Institut wurde am 6. Juli 1991 vom Land Niedersachsen, der Universität Oldenburg und Professoren des Departments für Informatik der Universität gegründet. Es beschäftigte 2022 rund 250 vornehmlich wissenschaftliche Mitarbeiterinnen und Mitarbeiter und hatte eine Drittmittelquote von 76 %. Die thematischen Schwerpunkte des OFFIS liegen in den Bereichen Energie, Gesellschaft, Gesundheit und Produktion. 

## Struktur
Das Institut ist ein eingetragener Verein und verfügt über satzungsmäßige Organe wie die Mitgliederversammlung, den Vorstand und den Verwaltungsrat und weitere Organisationseinheiten, die OFFIS strukturell bestimmen wie seine vier anwendungsorientierten Forschungs- und Entwicklungsbereiche und seine Competence Cluster.

### Forschungs- und Entwicklungsbereiche

#### Energie
Der Bereich Energie entwickelt IKT-basierte Konzepte und prototypische Systeme für die Energiewirtschaft und Energieeffizienz. Er gliedert sich in die Gruppen:
- Co-Simulation multimodaler Energiesysteme
- Verteilte Künstliche Intelligenz
- Energieeffiziente Smart Cities
- Intelligenz in Energiesystemen
- Resiliente Überwachung und Steuerung
- Entwurf und Bewertung standardisierter Systeme
- Smart Grid Testing[3]

Gesellschaft
Der Bereich Gesellschaft entwickelt technologische Innovationen für eine nachhaltige digitale Gesellschaft und den damit verbundenen Gestaltungsrahmen in Wissenschaft, Wirtschaft und Politik. Er glieder sich in die Gruppen:
- Mixed Reality
- Human-Centered AI
- Personal Pervasive Computing
- Social Computing

#### Gesundheit
Der Bereich Gesundheit entwickelt IKT-basierte Konzepte und prototypische Systeme für das Gesundheitswesen und die Medizin. Er gliedert sich in die Gruppen:
- Datenmanagement und -analyse
- Automatisierungs- und Integrationstechnik
- Biomedizinische Geräte und Systeme
- Assistive Technologien für Versorgung und Pflege

#### Produktion
Der Bereich Produktion beschäftigt sich mit den vielfältigen Forschungsfragen, die die zunehmende Einführung der Digitalisierung in die industrielle Produktion aufwerfen. OFFIS wird so die erworbenen IKT-Kompetenzen für Industrie 4.0 aus der praxisorientierten Forschung in die Wirtschaft transferieren, damit diese die digitale Transformation aktiv mitgestalten kann. Er gliedert sich in die Gruppen:
- Smart Human Robot Collaboration
- Manufacturing Operations Management
- Distributed Computing and Communication

### Competence Cluster
Die OFFIS-Competence Cluster bündeln die Technologie- und Prozesskompetenzen in ausgewählten Themenfeldern:
- Applied Artificial Intelligence (AAI)
- Architecture Frameworks (AF)
- Cyber Resilient Architectures and Security (CRAS)
- Embedded System Design (ESD)
- Human Machine Cooperation (HMC)
- Multi-Scale Multi-Rate Simulation (MS²)
- Safety Relevant Cyber Physical Systems (SRCPS)
- Sustainability